# Franz von Suppè
Franz von Suppè (Split, 18. travnja 1819. –  Beč, 21. svibnja 1895.), skladatelj i dirigent.
U drugoj polovici 19. stoljeća bio je jedan od vodećih skladatelja bečke operete. Osnovno glazbeno obrazovanje dobio je u Zadru. Godine 1832. napisao je misu, koju je poslije preradio i 1877. godine tiskao u Beču pod naslovom Missa Dalmatica. Prvu operetu Il pomo počeo je pisati u Zadru, ali je djelo ostalo nedovršeno. Zadarskom filharmonijskom društvu posvetio je nekoliko skladbi, a u Zadru mu je 28. lipnja 1860. godine praizveden oratorij Ex-tremum Juditium za solo, zbor, orkestar i orgulje. Od ostalih djela s Dalmacijom ga vežu opera Das Matrosen Heimkehr, kojoj je radnja smještena na otok Hvar, te Uvertira na dalmatinske folklorne teme u f-molu. 
U okviru programa obilježavanja Dana grada Zadra, 19. listopada 2020. godine svečano je otkrivena spomen-ploča Franzu von Suppèu.

## Galerija
- Franz von Suppè (1851.)
- Grob Franza von Suppèa na glavnom gradskom groblju u Beču
- Soba Franza von Suppèa u muzeju Zeitbrücke